# Ledebouria urceolata
Ledebouria urceolata là một loài thực vật có hoa trong họ Măng tây. Loài này được Stedje mô tả khoa học đầu tiên năm 1995.